# رامون روبيال
رامون روبيال (28 أكتوبر 1906 - 24 مايو 1999) كان زعيمًا اشتراكيًا إسبانيًا. كان زعيمًا رئيسيًا لحزب العمال الاشتراكي الإسباني في إقليم الباسك وإسبانيا.

## العمل الثوري
وُلد روبيال في إرانديو بسكاي ، وكان عاملًا في المعادن. انضم إلى الاتحاد العام في عام 1920 وحزب العمال الاشتراكي الإسباني في عام 1922. في عام 1934 ألقي القبض عليه بسبب أنشطته الثورية أثناء إضراب عمال المناجم في أستوريان عام 1934، حيث تم احتجازه لمدة سبعة أشهر على متن سفينة سجناء. ثم حُكم عليه بالسجن سبع سنوات بتهمة التحريض على الفتنة، ولكن تم العفو عنه بعد فوز الجبهة الشعبية في الانتخابات العامة الإسبانية عام 1936.
خلال الحرب الأهلية الإسبانية دافع عن الجمهورية الإسبانية الثانية، وأصبح مفوضًا في الجسر الخامس عشر. تم القبض عليه في فبراير 1937 وسجن في أستورياس قبل أن يُحكم عليه في عام 1940 بالسجن لمدة أربعة عشر عامًا.
تم العفو عن روبيال في أغسطس 1956، وبدأ في إعادة تنظيم حزب العمال في بلاد الباسك وفي إسبانيا للعمل تحت الأرض. أصبح رئيس الحزب منذ عام 1976، انتخب سيناتور عن بيسكاي في أول انتخابات ديمقراطية لعام 1977 وكان النائب الثاني لرئيس مجلس الشيوخ الإسباني.
في 7 فبراير 1978 تم انتخاب روبيال رئيسًا لمجلس الباسك العام، الذي أعد إقليم الباسك للعودة إلى الحكم الذاتي. شغل هذا المنصب حتى عام 1979 عندما انتخب كارلوس جارايكوتكسيا.

## الحياة الشخصية
في عام 1944 تزوج من إميليا كاتشورو موظفة حكومية سابقة في وزارة الزراعة. ظلا متزوجين حتى وفاتها عام 1982. ولدت ابنتهما لينتو في عام 1944، لكنه لم يقابلها حتى عام 1956. [1]
توفي روبيال في بلباو عام 1999 عن عمر يناهز 92 عامًا.